# Stará radnice (Louny)
Stará radnice v Lounech se nachází na východní straně Mírového náměstí jako čp. 1. Její zadní trakt zasahuje do Hilbertovy ulice. V roce 1826 nahradila původní renesanční radnici. Je postavena v klasicistním slohu. Od roku 2010 v ní sídlí Městská knihovna Louny.

## Historie

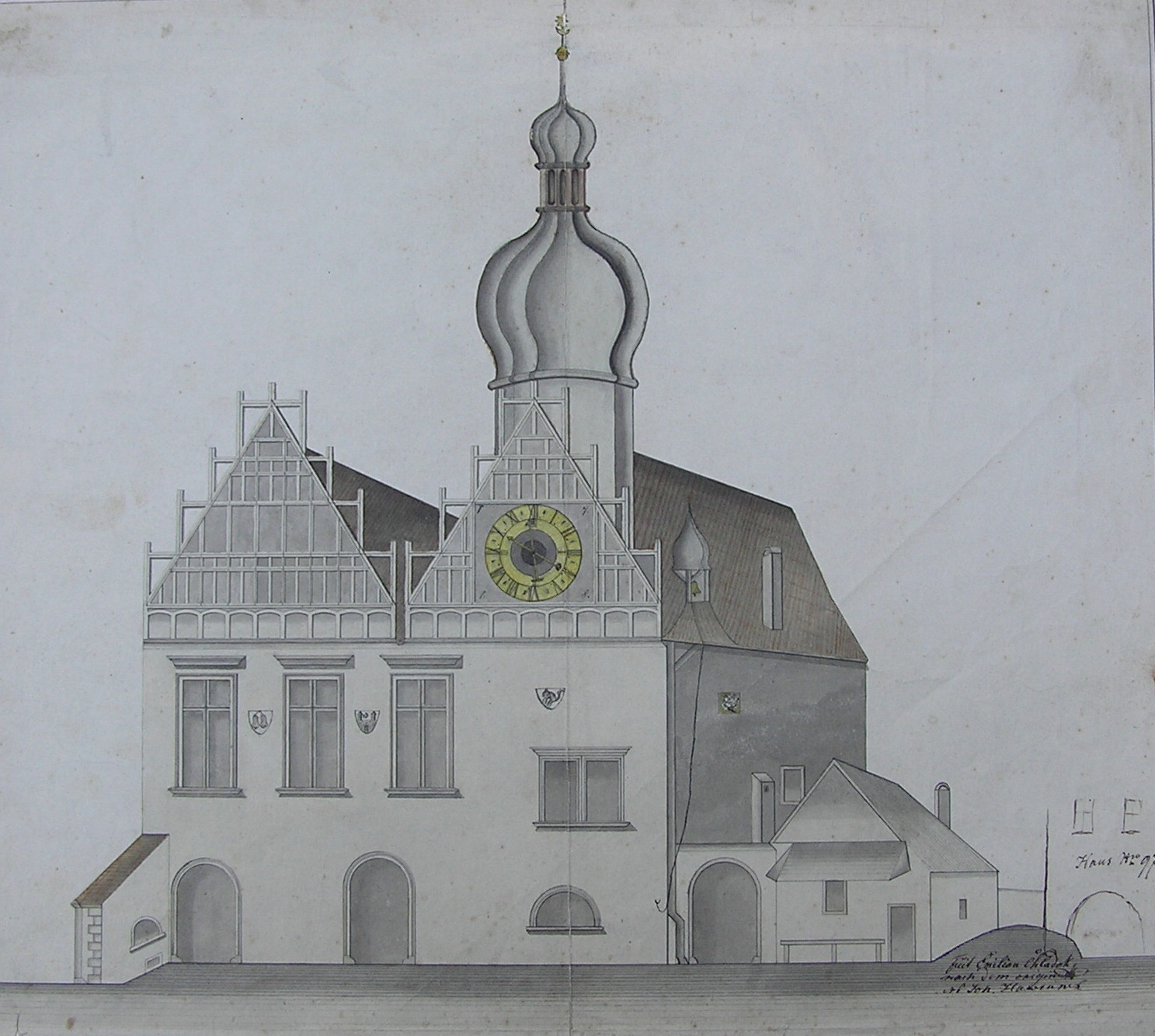
Kresba renesanční radnice od Emiliána Chládka z roku 1817

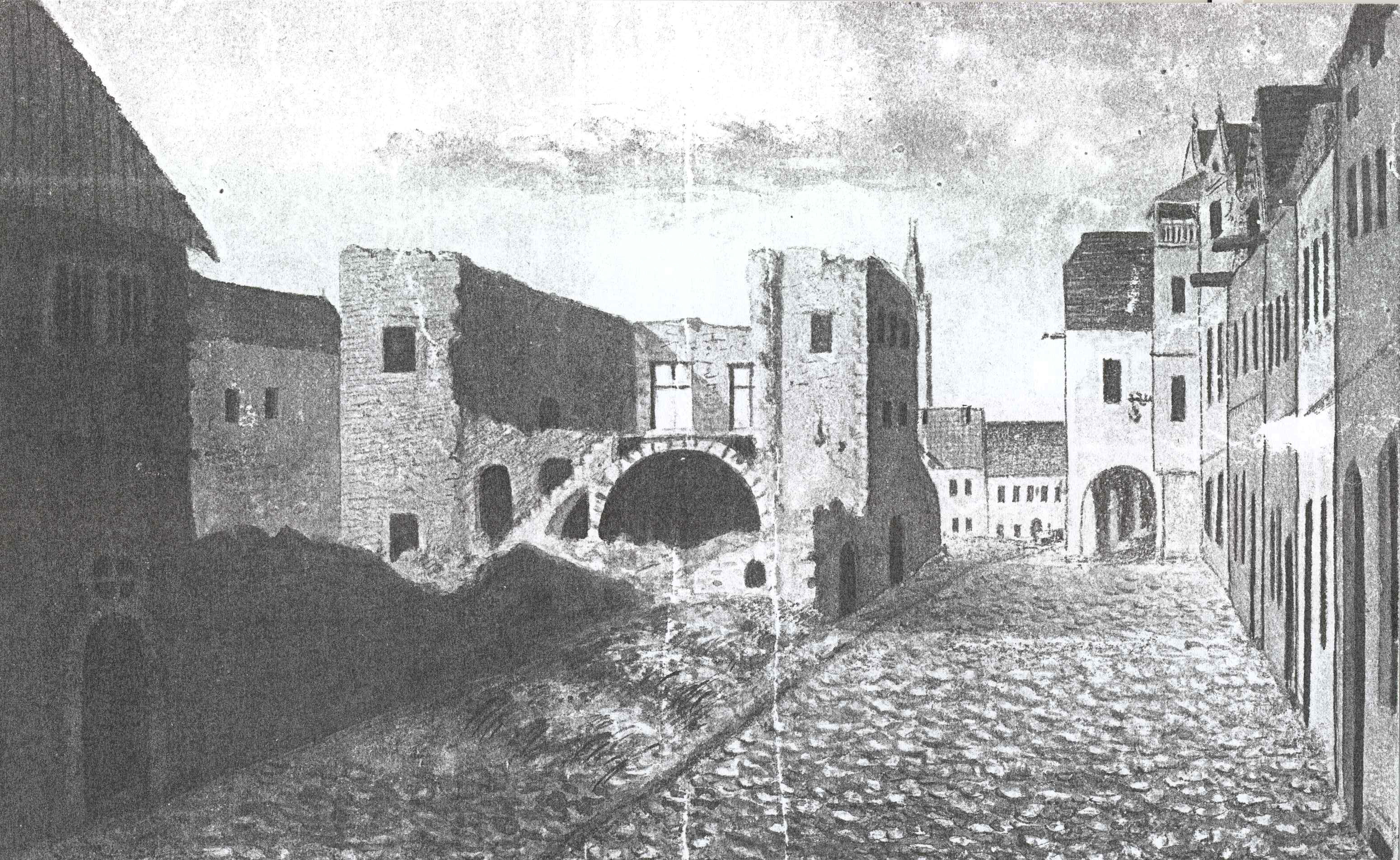
Boření radnice v roce 1823

V roce 1398 povolil Václav IV. městu postavit si radnici. Lounští zakoupili pro tento účel měšťanský dům na východě náměstí, přestavěli ho a v roce 1402 v něm začali úřadovat. V přízemí byl šenk, v patře velká reprezentační místnost, v níž zasedala městská rada a městský soud. Na radnici byly také uloženy listiny a městské knihy.
V roce 1517 postihl Louny velký požár, při němž vyhořelo celé vnitřní město včetně kostela a poškozena byla rovněž radnice. Roku 1550 se radnice zřítila. Město bylo nuceno postavit novou, stavba byla dokončena v roce 1557. Její podoba je zachycena na několika vyobrazeních z první čtvrtiny 19. století. V radničním sklepení bylo vězení a mučírna, nazývaná Brožka.
Začátkem 20. let 19. století byl shledán stav radnice kritický a městská rada dospěla k rozhodnutí postavit novou podle projektu krajského architekta Floriána Müllera. Roku 1824 k ní byl položen základní kámen a 22. října 1826 novostavbu vysvětil tehdejší děkan Pankrác. Na radniční vížku byly osazeny hodiny z původní radnice, které byly během stavby osazeny na Pražské bráně. Smlouvou z 14. března 1849 postoupilo město budovu radnice státu, který v něm v roce 1850 zřídil okresní soud. Tato státní instituce v budově sídlila až do roku 2007. Od roku 2010 je budova sídlem lounské městské knihovny.

## Stavební podoba
Budova má půdorys ve tvaru písmene L, pokračování bočního traktu v Hilbertově ulici a zadní trakt byly přistaveny později. Budova je jednopatrová, přízemní fasáda je osazena mělkou rustikou. Patro je zakončeno trojúhelníkovým štítem, v němž je umístěn novodobý znak města Loun. Nad vrcholem štítu se nachází vížka s hodinami. Portál je půlkruhový, průjezd je zaklenutý plackami a pásy.